# Stefan Huber (Rechtswissenschaftler)
Stefan Huber (* 1975) ist ein deutscher Rechtswissenschaftler.

## Leben
Nach dem Studium (1995–1999) der Rechtswissenschaften an der Universität zu Köln (1995–1997) und an der Université Paris 1 Panthéon-Sorbonne (1997–1999) (Magister Legum (LL.M. Köln/Paris); Maîtrise en Droits Français et Allemand) und dem Studium (1999–2001) der Rechtswissenschaften an der Universität Heidelberg absolvierte er von 2005 bis 2007 das Rechtsreferendariat im OLG-Bezirk Karlsruhe. Nach der Promotion 2007 und der Habilitation 2014 (Venia legendi für die Fächer Bürgerliches Recht, Zivilverfahrensrecht, Internationales Privatrecht, Rechtsvergleichung und Handelsrecht) war er seit 2014 Inhaber des Lehrstuhls für Bürgerliches Recht, Internationales Privatrecht und Rechtsvergleichung (W3) an der Leibniz Universität. Seit 2017 ist er an der Universität Tübingen Inhaber des Lehrstuhls für Bürgerliches Recht, Zivilprozess- und Insolvenzrecht, Europäisches und Internationales Privat- und Verfahrensrecht (W3).

## Schriften (Auswahl)
- Entwicklung transnationaler Modellregeln für Zivilverfahren. Am Beispiel der Dokumentenvorlage. Tübingen 2008, ISBN 3-16-149454-7.
- Erfüllungshaftung Vertragsfremder. Tübingen 2017, ISBN 3-16-154653-9.